# Vasalemma (Gemeinde)
Vasalemma (deutsch: Wassalem) ist eine ehemalige Landgemeinde im estnischen Kreis Harju mit einer Fläche von 38,66 km². Sie hatte 5005 Einwohner (Stand: 1. Januar 2010). Seit 2017 ist Vasalemma Teil der neugebildeten Landgemeinde Lääne-Harju.
Vasalemma liegt im Südwesten des Landkreises, ca. 38 km von Tallinn entfernt und wird vom gleichnamigen Fluss Vasalemma (Länge: 50 km) durchflossen.

## Gliederung
Neben dem Hauptort Vasalemma gehörten zur Gemeinde die Dörfer Ämari, Lemmaru, Rummu und Veskiküla.

## Sehenswürdigkeiten

### Herrenhaus Vasalemma
Das Gut wurde 1825 gegründet, es gehörte zwischenzeitlich den Familien von Ramm und von Baggehufwudt. Das Herrenhaus im neugotischen Stil aus unverputztem Kalkstein wurde 1894 erbaut. Heute ist hier eine Schule untergebracht.
Es liegt etwa 1 Kilometer östlich des Orts am Fluss Vasalemma jõgi direkt am Straßenabzweig nach Rummu und Riisipere.

## Weblinks

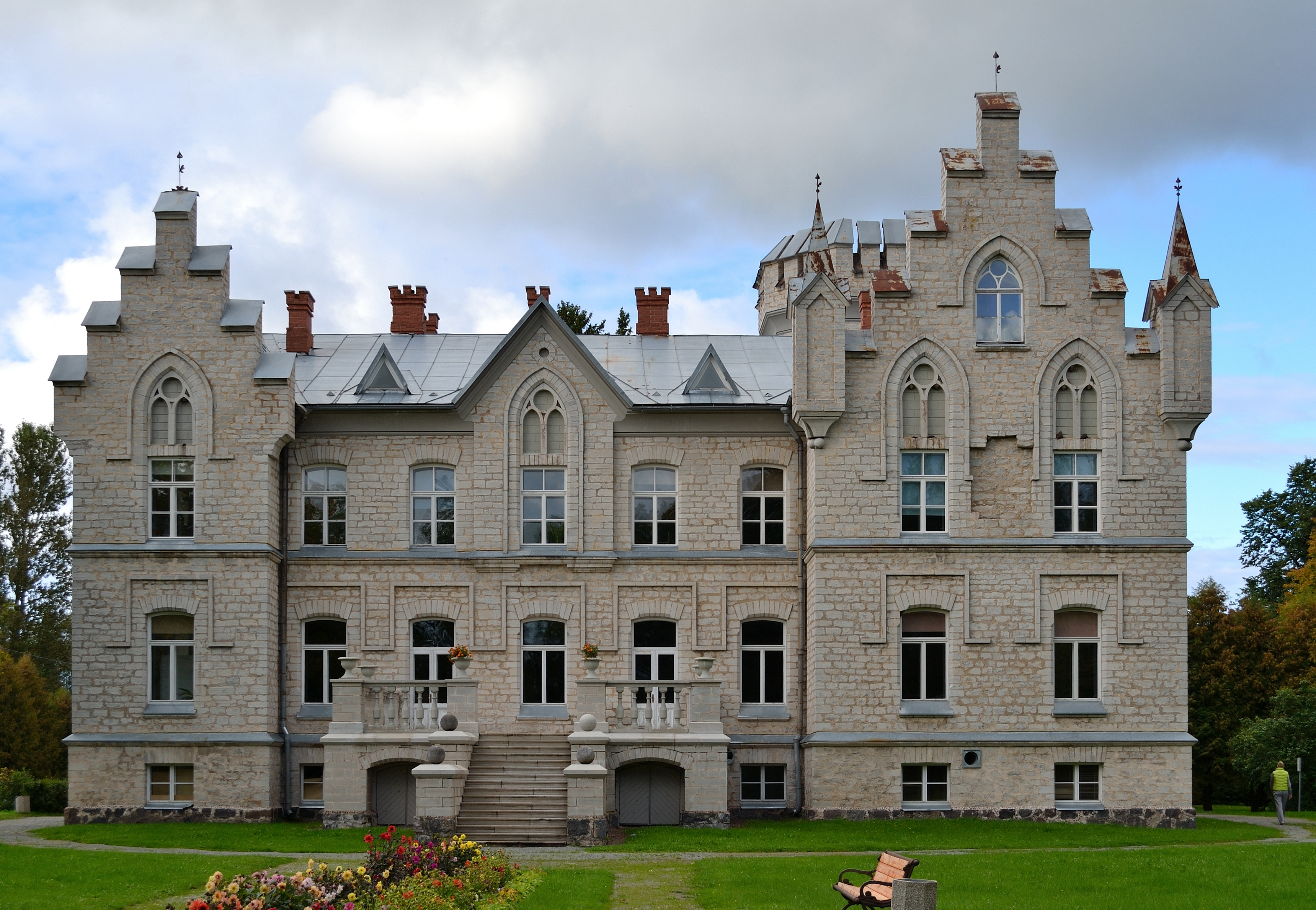
Herrenhaus Wassalem (heute: Vasalemma)